# 103 Pułk Artylerii Haubic
103 Pułk Artylerii Haubic (103 pah) – oddział artylerii Wojska Polskiego.
Pułk sformowany został wiosną 1951 roku, w garnizonie Grudziądz, w składzie 17 Brygady Artylerii Haubic z 6 DAP, według etatu Nr 4/62 pułku artylerii haubic. 4 grudnia 1952 roku przeformowany został na etat Nr 4/85 i skadrowany.

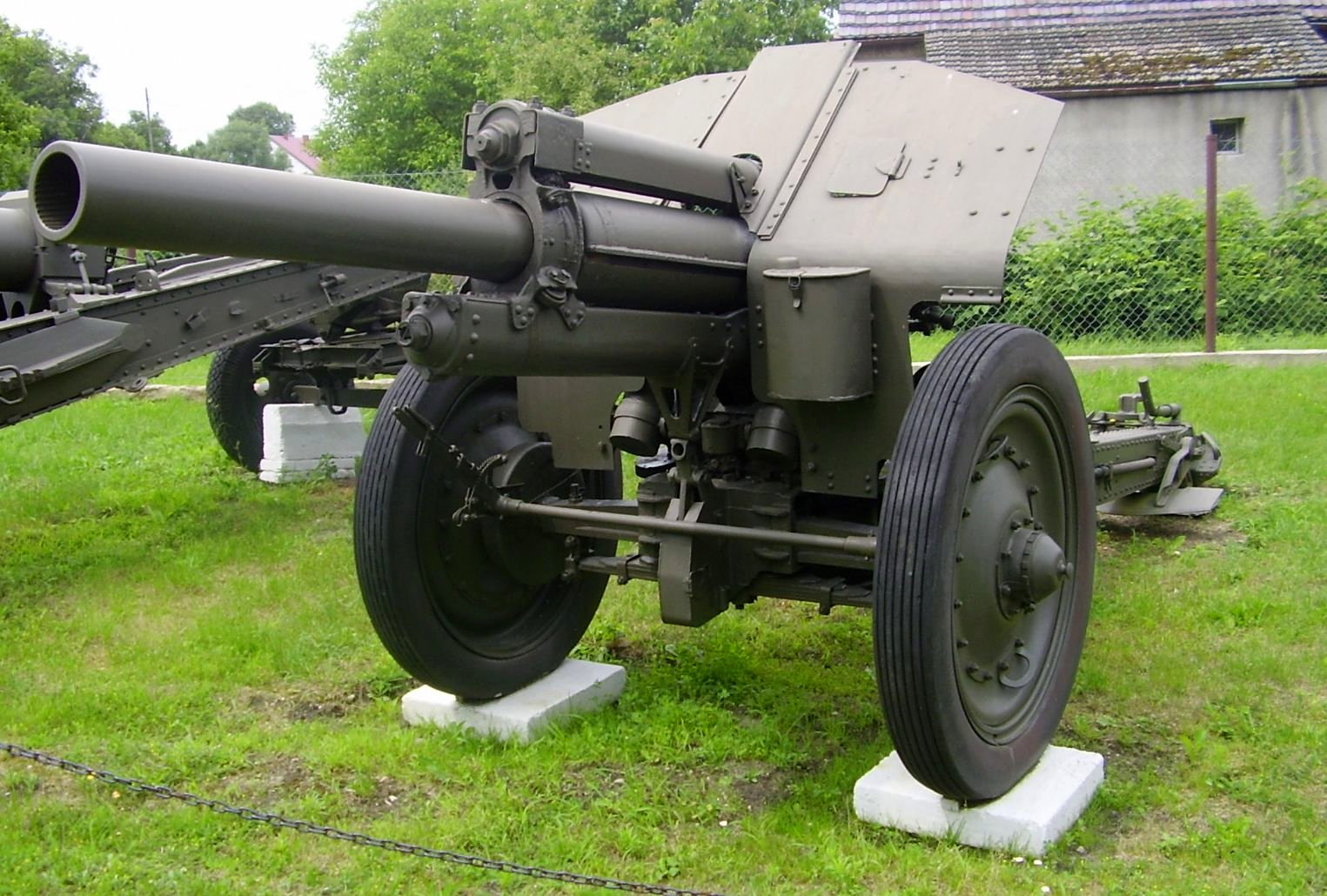
122 mm haubica wz. 1938 (M-30)

## Struktura organizacyjna
Etat Nr 4/62 pułku artylerii haubic z 12 marca 1951
- Dowództwo
- trzy dywizjony artylerii haubic
  - trzy baterie artylerii
- dywizjon szkolny
- plutony: dowodzenia, gospodarczy